# Lignopsis spongiosa
Lignopsis spongiosa is een zachte koraalsoort uit de familie Briareidae. De koraalsoort komt uit het geslacht Lignopsis. Lignopsis spongiosa werd in 2000 voor het eerst wetenschappelijk beschreven door Perez & Zamponi. 